# Scuola esegetica di Madrid
La scuola esegetica di Madrid è composta da un gruppo di esegeti biblici spagnoli il cui studio si basa sull'ipotesi che la redazione originaria dei Vangeli non sarebbe quella in lingua greca conservatasi, ma una precedente e originale in lingua aramaica, che era la lingua comunemente parlata nell'area palestinese al tempo di Gesù. La scuola esegetica di Madrid si propone di risolvere le ambiguità e le contraddizioni che si presentano nel testo greco dei Vangeli spiegandole come errori introdotti con la traduzione dall'aramaico.
Alcuni esponenti di questa scuola sono Mariano Herranz Marco, César Franco, José Miguel García e Julián Carrón.

## Alcuni contributi esegetici
Gli studiosi in generale concordano che i Vangeli siano stati scritti utilizzando alcune fonti preesistenti, alcune delle quali molto probabilmente erano scritte in ebraico o in aramaico (si veda l'articolo Nascita dei Vangeli). Altri esegeti ritengono che gli stessi Vangeli furono scritti in una lingua semitica (Jean Carmignac: "La lingua dei Vangeli mi appariva sempre di più come una lingua non greca espressa in termini greci"). La scuola di Madrid assume questa ipotesi come base del proprio lavoro e la sviluppa sistematicamente, tentando di ricostruire la "versione originale" aramaica di numerosi passi evangelici, concentrandosi in particolare su quelli più oscuri e controversi. Gli studi sono stati raccolti nella collana Studia Semitica Novi Testamenti, di Ediciones Encuentro. Esiste anche un libro in italiano di José Miguel García che riassume il lavoro svolto in termini comprensibili per i non specialisti: La vita di Gesù nel testo aramaico dei Vangeli.
Alcuni dei problemi che i biblisti della scuola ritengono di avere spiegato sono:
- Sia il Vangelo secondo Matteo che il Vangelo secondo Luca affermano che Gesù nacque al tempo di Erode il Grande. Tuttavia Luca situa anche la nascita di Gesù in occasione di un censimento fatto "quando era governatore della Siria Quirino" (Lc 2,2). Quirino però divenne governatore solo nel 6 d.C., dieci anni dopo la morte di Erode. Secondo la scuola di Madrid, il passo di Luca fu tradotto in modo errato dall'originale aramaico: non si doveva leggere "questo primo censimento fu fatto quando era governatore della Siria Quirino", bensì "questo censimento fu prima di quello fatto quando...".[3].

- Nei Vangeli vengono citati più volte i "fratelli di Gesù". Alcuni vedono in questi passi la prova che Maria non rimase sempre vergine, ma ebbe altri figli dopo Gesù. Altri intendono che la parola "fratelli" indichi in realtà dei cugini o parenti in genere (questa tesi fu sostenuta da Sofronio Eusebio Girolamo), oppure che ci si riferisca a figli di Giuseppe nati da un suo precedente matrimonio. La scuola di Madrid ritiene che l'espressione "fratelli di Gesù" indicasse in realtà gli apostoli e gli altri discepoli che aiutavano Gesù nel suo ministero.[4].

- In diverse occasioni, specie nel Vangelo secondo Marco, Gesù dopo aver compiuto un miracolo ordina di non raccontare del fatto a nessuno. Gli studiosi a questo proposito parlano di "segreto messianico" e ne danno diverse interpretazioni. Secondo la scuola di Madrid, queste richieste di silenzio derivano da un fraintendimento del traduttore: la parola "nessuno" in aramaico si rende spesso con l'espressione "non un figlio di uomo", ma "Figlio dell'uomo" è anche l'appellativo con cui Gesù parla di sé stesso in terza persona. Gesù quindi non chiedeva di "non dirlo a nessuno", bensì di "non ringraziare il Figlio dell'uomo".

- Mentre i tre sinottici, nel descrivere la sepoltura di Gesù, dicono che il suo corpo fu avvolto in un lenzuolo (in greco sindon), il Vangelo secondo Giovanni parla invece di bende (otonia) e di un sudario posto sul capo, ma non cita alcun lenzuolo. Secondo la scuola di Madrid, il traduttore greco lesse al plurale la parola aramaica che significa "telo, pezzo di stoffa" e quindi tradusse con "bende"; in realtà si trattava di un duale (forma che esprime la quantità di due), che nella scrittura consonantica dell'aramaico si scrive allo stesso modo. Giovanni parlava quindi di un "doppio lenzuolo", cioè un lenzuolo che fu steso sopra e sotto il corpo, come la Sacra Sindone.

- Considerati insieme, i resoconti del mattino della Resurrezione dati dai quattro Vangeli sono confusi e in parte contraddittori. Secondo la scuola di Madrid, le incongruenze sono dovute a traduzioni imprecise dall'aramaico. Ecco come si svolsero gli eventi, secondo la loro ricostruzione dei testi originali:
  - molto presto, quando è ancora buio, Maria di Magdala, Maria di Giacomo e Salome si recano per prime al sepolcro, e trovano che la pietra è stata rotolata dall'ingresso (Mt 28, 1-4; Mc 16, 1-4; Gv 20, 1).
  - Maria di Magdala corre ad avvisare Pietro e Giovanni, che corrono al sepolcro e lo trovano vuoto (Gv 20, 2-10; Lc 24, 12).
  - al sorgere dell'alba, un secondo gruppo di donne, avvertite dalle prime, si reca al sepolcro, e un angelo dà loro l'annuncio della Resurrezione (Mt 28, 5-7; Mc 16, 5-7; Lc 24, 1-8).
  - esse vanno quindi ad avvertire gli Undici, ma non vengono credute (Mt 28, 8; Mc 16, 8; Lc 24, 9-11, 21-23).
  - dopo aver parlato con gli Undici, appare loro Gesù (Mt 28, 9-10); prima o dopo egli appare anche a Maria di Magdala, ritornata al sepolcro (Gv 20, 11-18).
  - nel pomeriggio Gesù appare poi ai due discepoli di Emmaus (Lc 24, 13-32), e quindi a Pietro e agli altri apostoli (Lc 24, 33-42; Gv 20, 19-23).

L'esistenza di testi originali in aramaico ha anche un impatto diretto sul problema della data di composizione dei vangeli: questi testi, infatti, devono essere stati scritti nell'ambito della primitiva comunità cristiana di Gerusalemme, la quale si disperse prima del 70, quando la città fu occupata dai Romani. Nel libro La vita di Gesù nel testo aramaico dei Vangeli si fa riferimento a due passi della seconda lettera ai Corinzi, (8-9 e 8-19) scritta prima dell'autunno del 57, in cui, secondo gli autori, Paolo di Tarso parlerebbe di un Vangelo già scritto e circolante fra le comunità e  farebbe riferimento a Luca come il suo estensore. La medesima tesi era stata sostenuta da Jean Carmignac, membro dell'École biblique et archéologique française di Gerusalemme.